# Ассоциация университетов Содружества
Ассоциация университетов Содружества (англ. Association of Commonwealth Universities) — международное объединение высших учебных заведений британского Содружества Наций, созданная в 1913 году. Представляет свыше 520 университетов различных стран Содружества наций. Старейшая международная сеть университетов в мире.

## История
В 1912 году по инициативе Лондонского университета 53 представителя университетов Великобритании провели в Лондоне Конгресс университетов Империи (Congress of Universities of the Empire). Они приняли решение о необходимости создания «информационного бюро», и в 1913 году открылось Бюро университетов (Universities Bureau) Британской империи. В 1948 году название было изменено на Ассоциацию университетов Британского содружества, а в 1963 году — на нынешнее.
В 1986 году Елизавета II стала патроном Ассоциации.

## Миссия
Миссия Ассоциаций университетов Содружества заключается в продвижении и поддержке передового опыта в высшем образовании на благо людей и обществ во всем содружестве и за его пределами. Хотя это самая старая университетская сеть, она олицетворяет будущее: ее совокупное население в странах Содружества составляет 3 миллиарда человек, в основном — в возрасте до 30 лет.
Опираясь на коллективный опыт и знания, ACU стремится решать проблемы международного высшего образования с помощью ряда проектов, сетей и мероприятий. ACU управляет стипендиями, обеспечивает академические исследования и руководство по вопросам в секторе, а также способствует межвузовскому сотрудничеству и обмену передовым опытом, помогая университетам служить своим сообществам .